# یواس‌اس بری (دی‌دی‌جی-۵۲)
یواس‌اس بری (دی‌دی‌جی-۵۲) (به انگلیسی: USS Barry (DDG-52)) یک کشتی است که طول آن ۵۰۵ فوت (۱۵۴ متر) می‌باشد. این کشتی در سال ۱۹۹۱ ساخته شد.